# Francesco Crotti
Francesco Efeosa Crotti (Capralba, 16 marzo 2007) è un triplista italiano, campione europeo under 20 del salto triplo a Tampere 2025.

## Biografia
È nato a Capralba, in provincia di Cremona, da padre italiano e madre nigeriana. Il suo secondo nome, Efeosa, di origine nigeriana, significa "la ricchezza del Signore". Fin da piccolo ha mostrato un grande interesse per lo sport. Ha iniziato a praticare atletica leggera all'età di sei anni, allenandosi con l'U.S. Capralbese sotto la guida di Antonio Passera. In seguito è entrato a far parte dell'Atletica Estrada, società attiva tra Treviglio e Caravaggio, dove si è specializzato nel salto triplo con l'allenatore Paolo Brambilla.

## Carriera
Crotti ha mostrato fin da giovanissimo ottime potenzialità nel salto triplo. Nel 2021, da cadetto, ha conquistato la medaglia d'argento ai campionati italiani di categoria. L'anno successivo si è laureato campione regionale lombardo nel salto triplo e vicecampione nel lancio del giavellotto, confermando una buona polivalenza atletica.
Nel 2023, passato alla categoria Allievi, ha vinto il titolo italiano di salto triplo ai campionati di società con un salto di 14,65 m. Nello stesso anno ha proseguito la propria crescita tecnica e agonistica, migliorando costantemente le proprie prestazioni.
Nel luglio 2024 ha conquistato la medaglia d’argento agli Europei under 18 di Banská Bystrica realizzando il suo primato personale con un salto di 15,49 m. L'anno successivo, invece, è salito sul gradino più alto del podio agli Europei under 20 di Tampere con la misura di 15,93 m, nuovo primato personale.

## Progressione

### Salto triplo
| Stagione | Tempo   | Luogo   | Data      | Rank. Mond. |
| -------- | ------- | ------- | --------- | ----------- |
| 2025     | 15,93 m | Tampere | 10-8-2025 |             |
| 2024     | 15,54 m | Modena  | 21-9-2024 |             |
| 2023     | 14,96 m | Modena  | 8-7-2023  |             |

## Palmarès
| Anno | Manifestazione | Sede            | Evento       | Risultato | Prestazione | Note                          |
| ---- | -------------- | --------------- | ------------ | --------- | ----------- | ----------------------------- |
| 2024 | Europei U18    | Banská Bystrica | Salto triplo | Argento   | 15,49 m     | Miglior prestazione personale |
| 2025 | Europei U20    | Tampere         | Salto triplo | Oro       | 15,93 m     | Miglior prestazione personale |

## Campionati nazionali
- 1 volta campione nazionale juniores del salto triplo (2025)
- 1 volta campione nazionale allievi del salto triplo (2024)
- 1 volta campione nazionale allievi indoor del salto triplo (2024)
- 1 volta campione nazionale cadetti del salto triplo (2022)

2021
- Argento ai campionati italiani cadetti, salto triplo - 13,46 m

2022
- Oro ai campionati italiani cadetti, salto triplo - 13,87 m

2023
- Argento ai campionati italiani allievi indoor, salto triplo - 14,59 m
- Bronzo ai campionati italiani allievi, salto triplo - 14,85 m
- Bronzo ai campionati italiani allievi, staffetta 4×100 m - 43"23
- Bronzo ai campionati italiani allievi indoor, staffetta 4×1 giro - 1'33"71

2024
- Oro ai campionati italiani allievi, salto triplo - 15,17 m
- Oro ai campionati italiani allievi indoor, salto triplo - 14,44 m

2025
- Oro ai campionati italiani juniores, salto triplo - 15,86 m